# Leonia occidentalis
Leonia occidentalis là một loài thực vật có hoa trong họ Hoa tím. Loài này được Cuatrec. ex L.B. Sm. & A. Fernández mô tả khoa học đầu tiên năm 1954.